# پلوتونیوم (IV) اکسید
پلوتونیوم(IV) اکسید (به انگلیسی: Plutonium(IV) oxide) یک ترکیب شیمیایی است. شکل ظاهری این ترکیب، بلورهای زرد تیره است.